# Turan Amirsoleimani
Turan Amirsoleimani (persiska: توران امیرسلیمانی), född Qamar ol-Moluk Amirsoleimani (قمرالملوک امیرسلیمانی) 4 februari 1905 i Teheran, Persien, död 24 juli 1995 i Paris, Frankrike, var iransk qajarisk prinsessa och den tredje hustrun till shah Reza Pahlavi, grundaren av Pahlavidynastin.

## Biografi
Turan Amirsoleimani 1905 i Teheran och hennes föräldrar Isa Khan Majd os-Saltane och Shams ol-Moluk Monazzah od-Dowleh tillhörde Qajardynastin. Hennes far var son till Naserod-din Shahs kusin Majd od-Dowleh. Turan Amirsoleimani fick sin utbildning i Iran och studerade vid Namus gymnasium i Teheran. 
1922 gifte hon sig med Reza Khan, som då var krigsminister, vilket avslutade makens relation med Tadj ol-Molouk som han dock inte skilde sig från. Paret fick en son, Gholam Reza. 
Reza Khan gifte sig 1923 med Esmat Dowlatshahi, som blev hans favorithustru; relationen med Turan Amirsoleimani avslutades. Skilsmässan berodde på att Turan Amirsoleimani ansågs vara arrogant av sin make.
Reza Khan blev shah år 1925 med dynastinamnet Pahlavi. Turan Amirsoleimani spelade ingen offentlig roll, det var istället makens hustru nummer två, Tadj ol-Molouk, som fick en offentlig roll som drottning. Hon fick tillstånd av maken att bo separat i ett av de kungliga palatsen. Reza Pahlavi avsattes 1941; när han avled 1944, gifte hon om sig med affärsmannen och frimuraren Zabihollah Malekpour, vilket resulterade i att hon vräktes från palatset av Tadj ol-Molouk.
Turan Amirsoleimani lämnade Iran vid iranska revolutionen 1979 och bosatte sig i först i Västtyskland och sedan i Frankrike. Hon avled i Paris 1995 och begravdes i Cimetière parisien de Thiais. 
Hennes privata bostad i Zafaraniyehkvarteret i Teheran förstördes 2016 av Imam Khomeini Relief Foundation som sålde egendomen till en privat köpare som lät totalförstöra fastigheten.